# Bloemgracht (Amsterdam)
De Bloemgracht in de Amsterdamse Jordaan verbindt de Prinsengracht met de Lijnbaansgracht en loopt tussen en evenwijdig aan de Nieuwe Leliestraat en de Bloemstraat in het stadsdeel Amsterdam-Centrum. De gracht is vernoemd naar het Bolwerk de Bloem, later Rijkeroord genoemd. Daar stond vanaf 1614 molen de Blom, die in 1878 is verplaatst naar de Haarlemmerweg.

## Geschiedenis
De gracht is, als onderdeel van de Jordaan, aangelegd in de eerste helft van de 17e eeuw tijdens een van de grote  Amsterdamse stadsuitbreidingen; de zogenaamde Derde Uitleg. Daarvoor lag hier het Corsgenspadt.
Aanvankelijk waren op en nabij de Bloemgracht lakenververs gevestigd. Op 10 oktober 1623 wezen de burgemeesters de gracht aan als nieuwe vestigingsplaats voor ververs uit de Verversstraat en de Raamgracht. De blauwververs konden zich vestigen aan de zuidkant, de couleurververs aan de noordkant. Zij die turf stookten werden verwezen naar het eind van de gracht, bij de Lijnbaansgracht, vanwege eventuele rookhinder. Vooral de familie Calkoen was hier actief.
Willem Blaeu begon hier in 1635 zijn werkplaats voor cartografie, die door zijn zoon Joan Blaeu en zijn kleinzoon Joan Junior tot 1698 zou worden voortgezet. De Atlas Maior of Grooten Atlas van Blaeu werd aan de Bloemgracht gemaakt. Het bedrijf was aanvankelijk gevestigd op de hoek Bloemgracht / Tweede Leliedwarsstraat en later op de hoek van de Derde Leliedwarsstraat. In 1672 ging de drukkerij (aan de Gravenstraat) in vlammen op. Daarbij ging een groot deel van de voorraad verloren. In 1696 werd het bedrijf opgeheven. Brug nr. 120, over de Bloemgracht, hoek Derde Leliedwarsstraat kreeg de naam Atlasbrug.
Men noemde de Bloemgracht vanaf de 17e eeuw ook wel de Lettergietersgracht. Vanaf 1856 stond de lettergieterij van het grafisch handelshuis van Nicolaas Tetterode aan de Bloemgracht 134-136. In 1903 verhuisde het bedrijf naar nieuwbouw aan de Bilderdijkstraat.
Rembrandt van Rijn had in de jaren zestig van de 17e eeuw aan de Bloemgracht een atelier.
In de 19e eeuw waren er veertien suikerfabriekjes op de gracht actief.
Zes van de elf Jordanese grachten zijn in de 19e eeuw gedempt. De Bloemgracht, Egelantiersgracht, Lauriergracht, Looiersgracht en Passeerdersgracht behielden de open waterverbinding tussen de Prinsengracht en de Lijnbaansgracht.

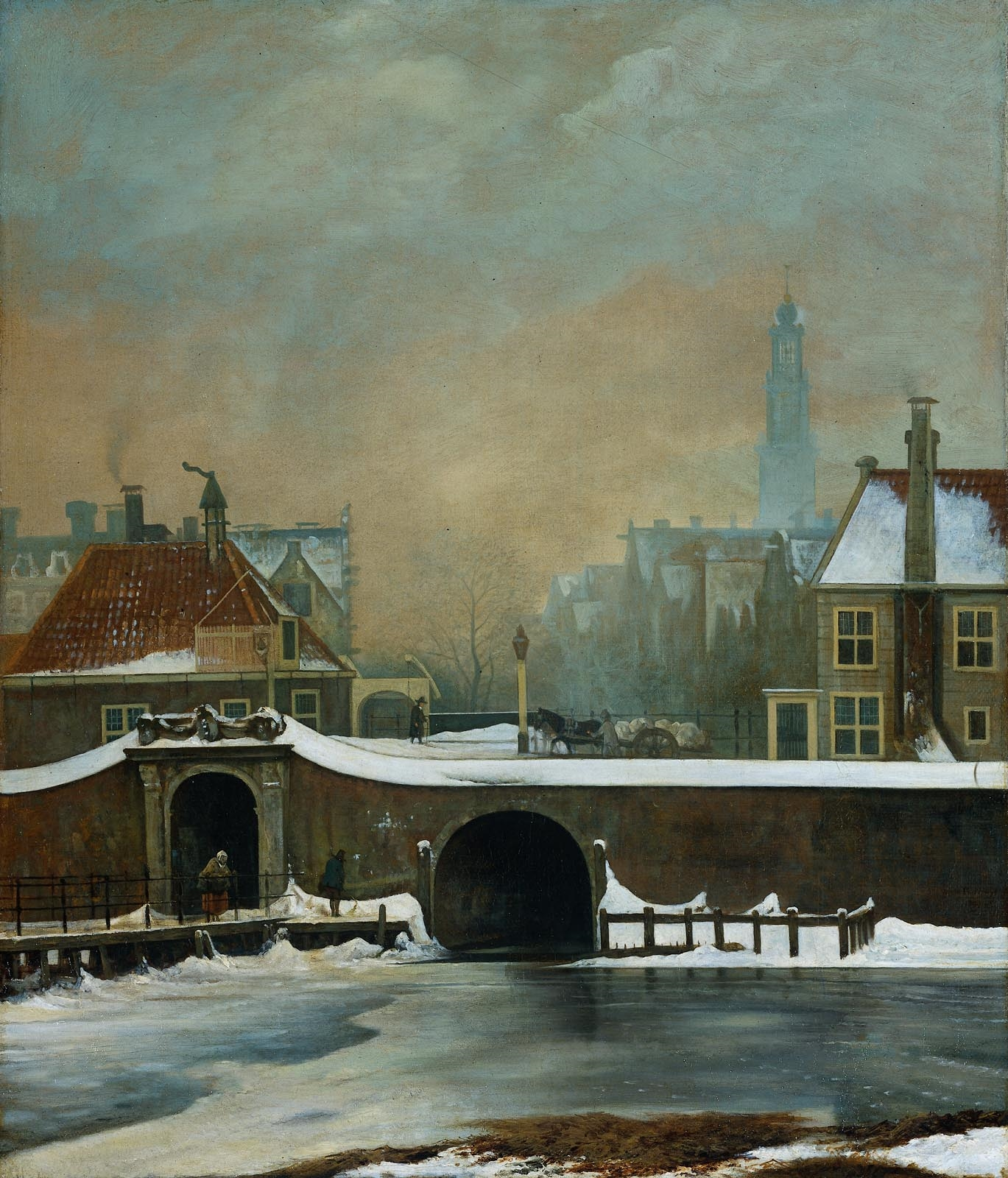
Het Raampoortje te Amsterdam, Wouter Johannes van Troostwijk, 1809, Rijksmuseum Amsterdam

Op het schilderij Het Raampoortje uit 1809 van Wouter Johannes van Troostwijk (collectie Rijksmuseum Amsterdam) ziet men de Raampoort, destijds een doorgang in de oude stadswal. De in 1844 afgebroken poort lag waar de Bloemgracht via de Lijnbaansgracht en de Bullebaksluis in de Singelgracht uitmondt.
Ook stond hier de Gereformeerd Christelijke School, waar onder meer Jan Ligthart nog heeft lesgegeven.
Zoals op de plaquette aan de gevel van Bloemgracht 24 is vermeld, beheerde de Vereniging Hulp voor onbehuisden hier tussen 1904 en 1945 een nachtasiel voor vrouwen en kinderen. Voor mannen was er opvang in een pand aan de Haarlemmer Houttuinen. De katholieke Sint-Vincentiusvereniging dreef op Bloemgracht 146 een spijskokerij en de St. Vincentius Tussenschool zat op nr. 150. Het werkverschaffingsproject Liefdewerk Oud Papier zat in een onderstuk ter hoogte van nummer 67. De Nederlandsche Zondagsschool Vereniging zetelde vanaf 1937 aan de Bloemgracht 79 en vanaf 1973 op nummer 65. Geschillen binnen de Hersteld Apostolische Zendingkerk - Stam Juda aan de Bloemgracht 98 kwamen in de jaren zeventig uitgebreid in het nieuws. Van 1958 tot 1966 hield de in 1991 opgeheven Pacifistisch Socialistische Partij (PSP) kantoor aan de Bloemgracht 55. Aan de Bloemgracht 178 was de Roggebroodfabriek Hollandia gevestigd. Aan de Bloemgracht 191 is een verffabriek.
Na de Tweede Wereldoorlog, toen de meeste fabriekjes waren vertrokken, raakte de Bloemgracht meer op bewoning gericht. Men vindt er naast dure grachtenpanden en appartementen, restaurants en galeries. Kenmerkend zijn de verschillen tussen de grachtenpanden: er staan zeer grote, maar ook heel kleine. De Bloemgracht staat in diverse reisgidsen (Capitool, Lonely Planet) aangegeven als een van de mooiste grachtjes van Amsterdam.
De schrijfster Mies Bouhuys zei over de Jordaan en de Bloemgracht: "De Jordaancanon begint in 1613, met de aanleg van de grachtengordel. Aan de Bloemgracht – ook wel de Herengracht van de Jordaan genoemd – woonden de welgestelden. In de (dwars)straten vestigde zich het gewone volk." Ook zegt ze: "De Bloemgracht was net Venetië." Onderwijsvernieuwer Jan Ligthart beschreef het leven aan de Bloemgracht uitgebreid in zijn boeken.
De Kees de jongenbrug (Brug nr. 123, hoek Bloemgracht/Prinsengracht) en de Rosa Overbeekbrug (Brug nr. 121, hoek Tweede Leliedwarsstraat) zijn vernoemd naar personages uit het werk van schrijver Theo Thijssen, voor wie in de Eerste Leliedwarsstraat een museum (het Theo Thijssen Museum) is ingericht. Tegenover de Kees de jongenbrug staat in de schaduw van de Westertoren aan de Prinsengracht 263 het Anne Frank Huis.

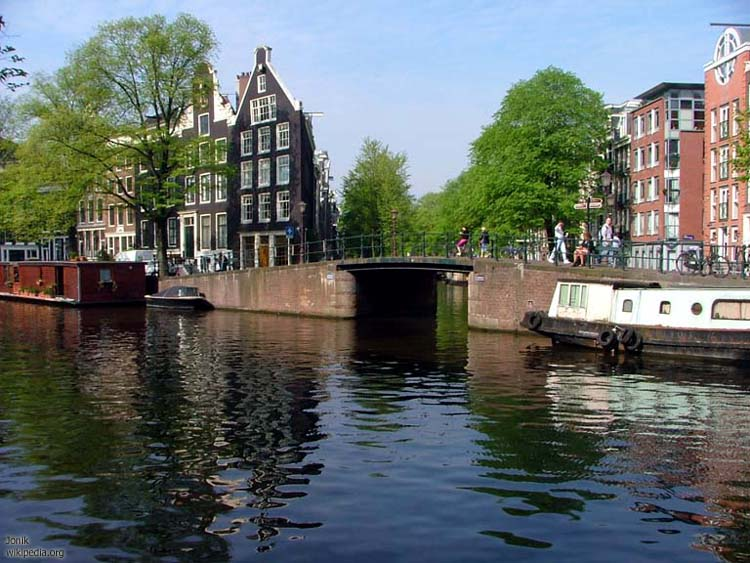
De Kees de jongenbrug, Prinsengracht, hoek Bloemgracht in de Jordaan.
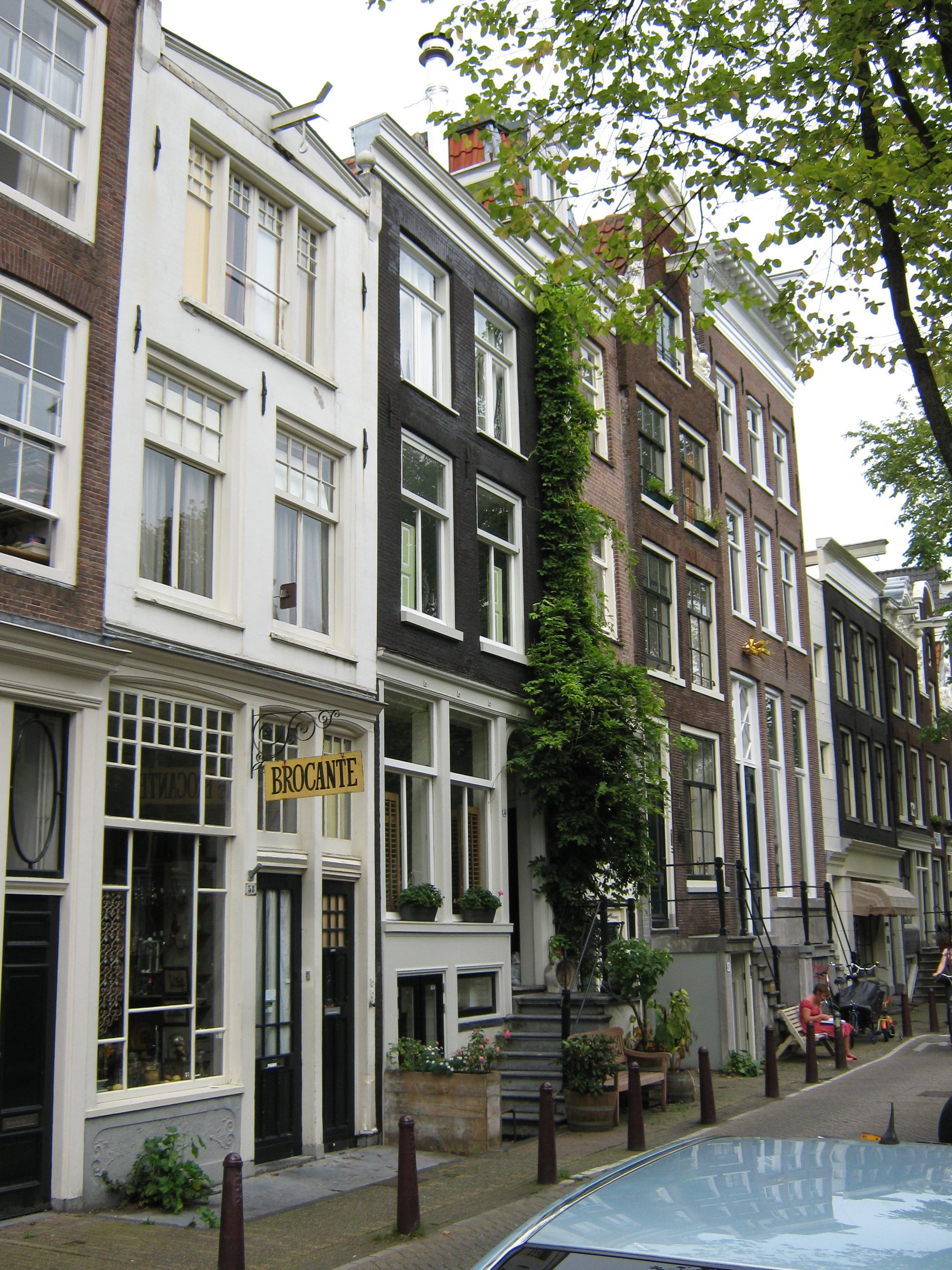
Bloemgracht ter hoogte van nummer 56.
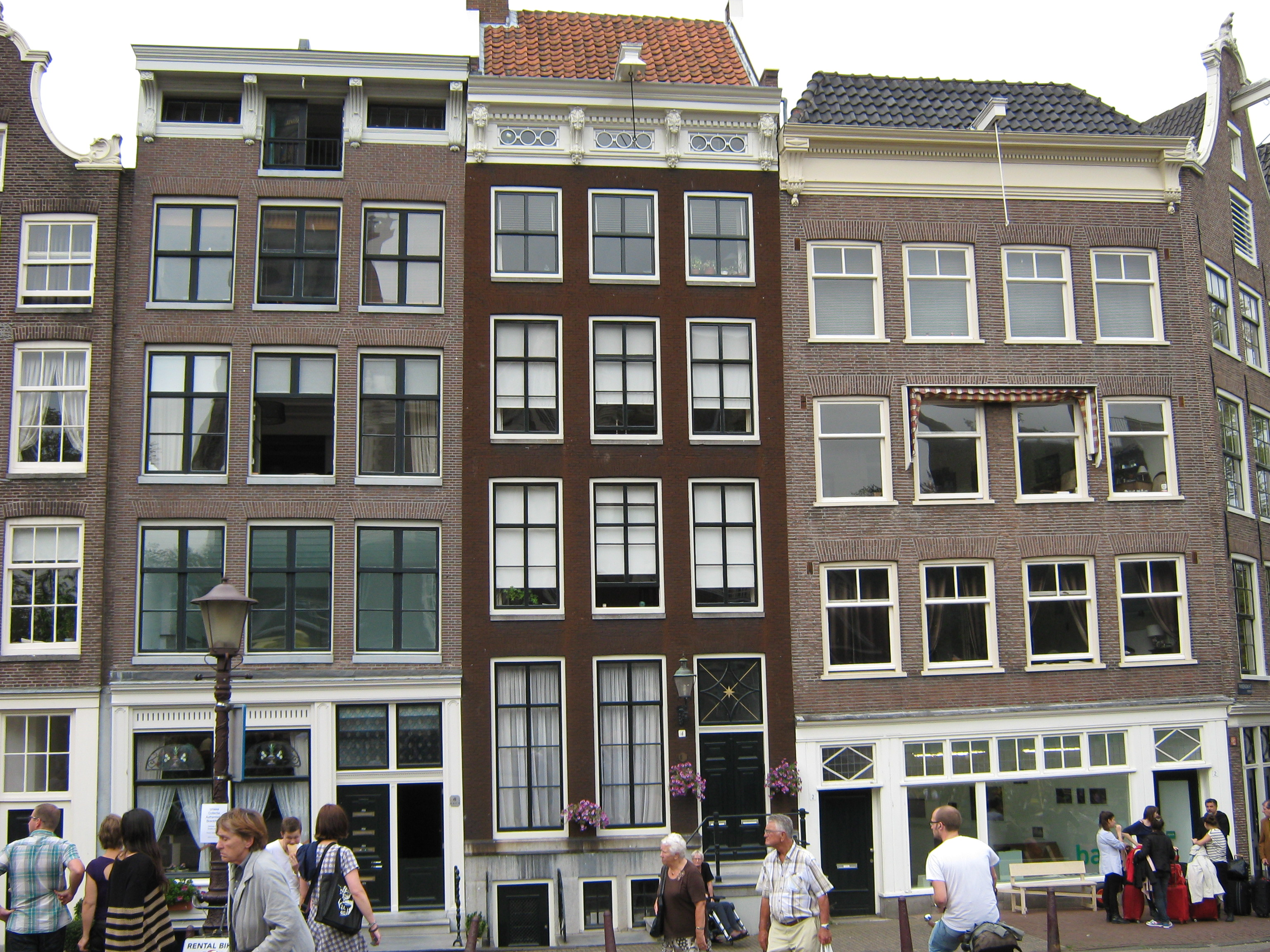
Bloemgracht ter hoogte van nummer 4.
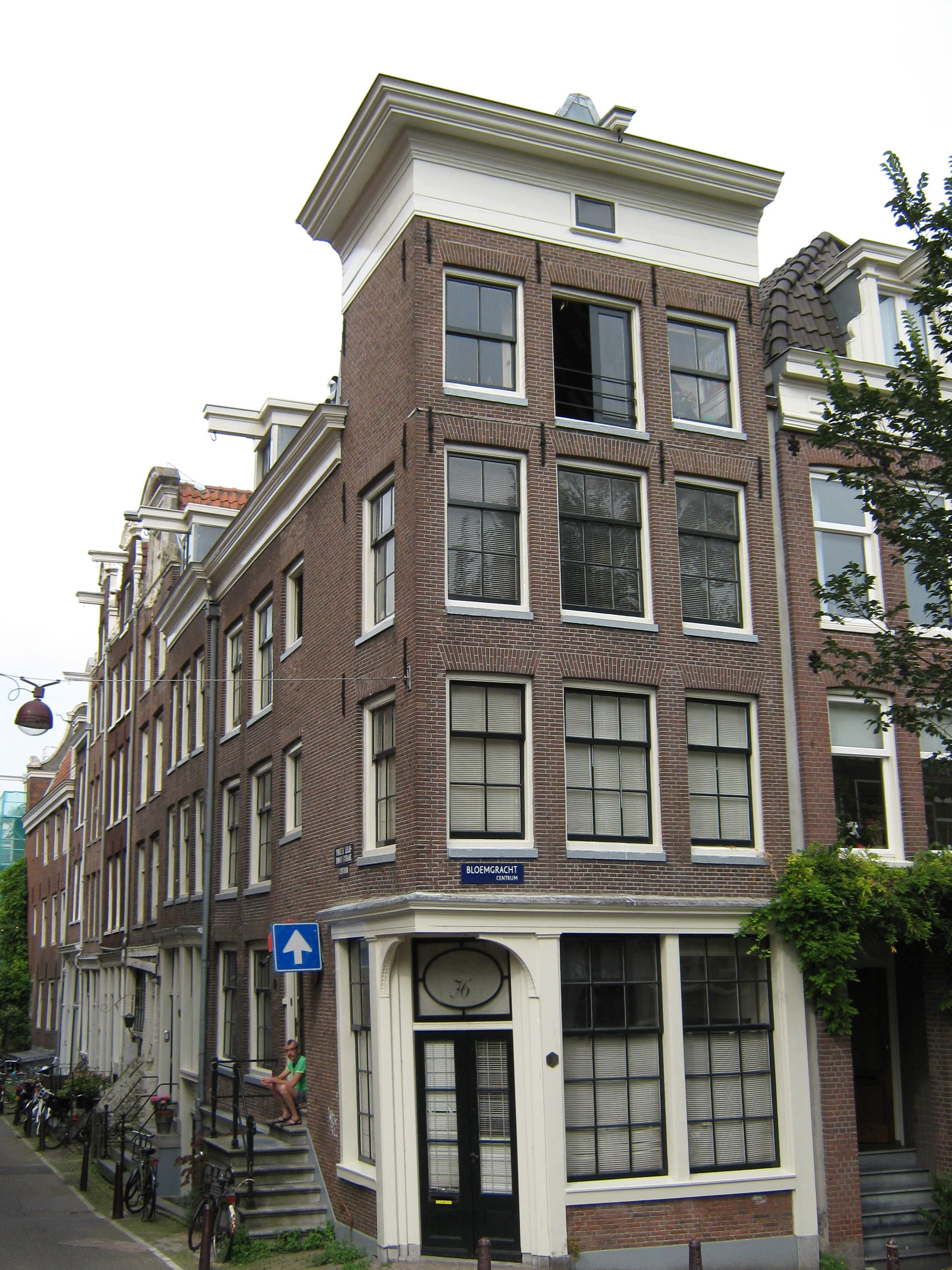
Bloemgracht ter hoogte van nummer 76.

## Architectuur
- Bloemgracht 13 heeft een klokgevel met vruchten- en bloemenslingers. Klokgevels zijn in beginsel zeer sober. Zij komen vooral voor in de periode 1680–1790. Het bouwjaar van Bloemgracht 13 is onbekend.
- Bloemgracht 87, 89 en 91, ook de De Drie Hendricken genoemd, met hun typische trapgevels en veelvuldig gebruik van glas, zijn gebouwd in 1642. De gevelstenen tonen een boer, een stedeling en een zeeman. Boven de houten onderpui van het winkel-woonhuis begint de stenen gevel. De stenen gevel rust vaak op een puibalk, die vooral een constructieve functie heeft; de houten onderpui moet een stenen gevel dragen. Bij restauraties wordt de houten onderpui vaak verstevigd met een ijzeren draagbalk, die achter een houten bekleding wordt weggewerkt.
- Aan de Bloemgracht 108, gebouwd in 1644, staat een Vingboons-imitatie: een zgn. miniatuur-Vingboons met een pilasterhalsgevel eenvoudig uitgevoerd in baksteen met enkele sobere ornamenten.

Zie ook de lijst van 105 Rijksmonumenten aan de Bloemgracht.

## Bruggen
De Bloemgracht wordt overspannen door een vijftal bruggen:
| Brugnummer | Naam               | Gebruik                 | Type       | Wijdte doorvaartopening | Hoogte doorvaartopening | Beheer        | Volgorde |
| ---------- | ------------------ | ----------------------- | ---------- | ----------------------- | ----------------------- | ------------- | -------- |
| 119        |                    | Lijnbaansgracht         | Vaste brug | 10,00                   | 1,85                    | Centrum       | ↕        |
| 120        | Atlasbrug          | Tweede Bloemdwarsstraat | Vaste brug | 8,74                    | 1,73                    | Centrum       | ↕        |
| 121        | Rosa Overbeekbrug  | Eerste Bloemdwarsstraat | Vaste brug | 8,74                    | 2,04                    | Centrum       | ↕        |
| 123        | Kees de Jongenbrug | Prinsengracht           | Vaste brug | 6,30                    | 1,78                    | Centrum       | ↕        |
| 160        | Bullebaksluis      | Marnixstraat            | Vaste brug | 4,60                    | 1,80                    | Centrale stad | ↕        |

## Bekende bewoners
- Sebastiaen Jansen Krol (1595–1674), gouverneur Nieuw-Nederland (1632–1633)
- Jan Jansz. den Uyl (1596–1639), stillevenschilder
- Anthonie van Noordt (1619–1675), organist en componist
- Thomas Asselijn (1620–1701) dichter en toneelschrijver
- Jan van Noordt (1623–1676), historie en -portretschilder
- Jacobus Heiblocq (1623–1690) dichter en rector van de Latijnse School
- Frederik Ruysch (1638–1731), anatoom, zoöloog en botanicus
- Jan van Huchtenburg (1647–1733, paarden- en oorlogsschilder
- Cornelis Calkoen (1639–1710), groothandelaar en kapitein
- Jan van Huchtenburg (1646–1733), schilder
- Jurriaen Andriessen (1742–1809), behangschilder en tekenaar
- Anna Cramer (1873–1968), componiste en pianiste
- Chris Bolczek (1948), acteur en zanger
- Harry Slinger (1949, geboren aan de Bloemgracht), zanger
- Leendert van den Muijzenberg (1905–1987), ingenieur en verzetsstrijder tijdens de Tweede Wereldoorlog verhuurde in de jaren zestig kamers aan onder meer: Frits Bolkestein, Johan Polak en Dolph Kohnstamm
- Matthijs van Nieuwkerk (1960), journalist en televisiepresentator
- Saskia Noort (1967), schrijfster en journaliste
- Wesley Sneijder (1984), voetballer en Yolanthe Cabau van Kasbergen, (1985) actrice en presentatrice